# Crocette di San Domenico
La chiesa di Santa Croce dell'inquisizione o Crocette di San Domenico è stato un edificio religioso di Ferrara.

## Storia
Edificio attualmente sconsacrato, risalente al termine del sec. XIII, era parte di un complesso monastico dedicato a san Domenico. Fu sede dell'Università dalla sua fondazione, nel 1391, fino al 1567. Vi tenevano lezione le scuole delle arti e di medicina. La Comunità cedette l'edificio alla Compagnia del Santissimo Rosario che vi rimase per qualche anno e fabbricò l'oratorio. Nel 1614 l'oratorio passò pro tempore agli inquisitori che lo dedicarono alla Santa Croce e lo ampliarono nel 1662. Dopo la soppressione napoleonica del 1796 l'oratorio è stato adibito ad altri usi; nel 1969 passò alla Università degli Studi di Ferrara.